# Agryppa V
Agryppa V, właściwie Gajusz Juliusz Agryppa (ur. ok. 76) - kwestor propretora Azji.
Był synem Aleksandra, władcy części Cylicji, i Jotape, córki Antiocha IV, króla Kommageny.
Przypuszcza się, że jego wychowawcą mógł być Babrius, autor bajek. Hipoteza ta jest oparta na tym, że drugą część swojego dzieła Babrius dedykował synowi króla Aleksandra.
Agryppa V jest znany z inskrypcji z Efezu (przechowywanej w British Museum). Wynika z niej, że był kwestorem propretora Azji. Namiestnikiem Azji w tym okresie (początek II wieku) był prokonsul i to jego kwestorem mógł być Agryppa V; ze względu na informację w inskrypcji o propretorze (sprawującym władzę wojskową) przypuszcza się, że sporządzono ją krótko po śmierci lub wyjeździe prokonsula, a przed przybyciem nowego.
Dalsze losy Agryppy V nie są znane.